# Percy Nilsson
 Der er for få eller ingen kildehenvisninger i denne artikel, hvilket er et problem. Du kan hjælpe ved at angive troværdige kilder til de påstande, som fremføres i artiklen.

Leif Yngve Percy Nilsson (født 22. maj 1943 i Malmø) er en svensk entreprenør, iværksætter i ejendomsbranchen og sportsdirektør. Han blev udnævnt til Årets Skåning i 2008. Han har været formand for Malmö Redhawks siden 1984.
Percy Nilsson har gennem årene haft en høj profil i medierne. En biografi er blevet udgivet i bogform, og flere længere portrætinterviews er blevet offentliggjort i pressen. Den 7. oktober 2014 optrådte Percy Nilsson i tv-showet My Truth, hvor han blev interviewet af programlederen Anna Hedenmo.

## Hjemis Hændelsen
Nilsson blev advaret til medierne efter at have punkteret et dæk på en Hjemis-bil med en trådløs boremaskine og slået chaufføren i sommeren 2013, efter at han blev irriteret af det gentagne spil på selskabets genkendelsessignal ved bilens besøg i hans boligområde. Han blev dømt 100.000 kr i bøde efter denne hændelse.